# Trichorhina thermophila
Trichorhina thermophila är en kräftdjursart som först beskrevs av Dollfus 1896F.  Trichorhina thermophila ingår i släktet Trichorhina och familjen myrbogråsuggor. Inga underarter finns listade i Catalogue of Life.